# Państwowe Liceum i Gimnazjum im. Króla Jana Sobieskiego w Złoczowie
Państwowe Liceum i Gimnazjum im. Króla Jana Sobieskiego w Złoczowie – polska szkoła z siedzibą w Złoczowie w okresie II Rzeczypospolitej, od 1938 o statusie gimnazjum i liceum ogólnokształcącego.

## Historia
Pierwotnie w okresie zaboru austriackiego w 1873 zostało założone C. K. Gimnazjum w Złoczowie. Naukę rozpoczęto 27 września 1873.
Podczas I wojny światowej podczas inwazji rosyjskiej gimnazjum było nieczynne od 24 sierpnia 1914 do 28 sierpnia 1915. W trakcie wojny polsko-ukraińskiej szkołę przejęli Ukraińcy w grudniu 1918 (kierownikiem został wówczas Leon Hnatyszak od 21 grudnia 1918), zaś Wojsko Polskie wkroczyło do miasta 27 maja 1919. Następnie w czerwcu 1919 Polacy podjęli nauczanie, przerwane w tym samym miesiącu przez krótkotrwały najazd bolszewików, po czym ponownie podjęto pracę i rozpoczęto rok szkolny 1919/1920.
Po odzyskaniu przez Polskę niepodległości władze II Rzeczypospolitej zatwierdziły 5 lipca 1920 nazwę „Państwowe Gimnazjum im. Króla Jana Sobieskiego w Złoczowie”. Na początku lat 20. szkoła funkcjonowała w budynku należącym do gminy. 14 lutego 1927 ponad 50-letni jednopiętrowy budynek został przekazany na rzecz Skarbu Państwa, mieścił się wówczas pod adresem ulicy Gimnazjalnej 1. W tym okresie obiekt był niewystarczający na potrzeby gimnazjum.
21 czerwca 1924 odbył się uroczysty zjazd z okazji 50-lecia istnienia gimnazjum. W latach 20. gimnazjum było prowadzone w typie humanistycznym oraz matematyczno-przyrodniczym. W 1926 w gimnazjum prowadzono osiem klas w 14 oddziałach, w których uczyło się 456 uczniów płci męskiej i 60 uczennic.
Zarządzeniem Ministra Wyznań Religijnych i Oświecenia Publicznego Wojciecha Świętosławskiego z 23 lutego 1937 „Państwowe Gimnazjum im. Króla Jana Sobieskiego w Złoczowie” zostało przekształcone w „Państwowe Liceum i Gimnazjum im. Króla Jana Sobieskiego w Złoczowie” (państwową szkołę średnią ogólnokształcącą, złożoną z czteroletniego gimnazjum i dwuletniego liceum), a po wejściu w życie tzw. reformy jędrzejewiczowskiej szkoła miała charakter koedukacyjny, zaś wydział liceum ogólnokształcącego był prowadzony w typie humanistycznym łączonym z przyrodniczym.

## Dyrektorzy
- Seweryn Płachetko[1] (1873[2] – †1880[13])
- Teofil Malinowski[1]
- dr Przemysław Niementowski (1892 – 7 VIII 1903)[14][1][15]
- prof. Przemysław Lityński (kierownik 23 VIII – 11 XII 1903)[15]
- dr Tomasz Garlicki c. k. radca rządu[16] (11 XII 1903 – 1914)[15][17][1]
- Władysław Kryczyński (kierownik od 1 XI 1915, dyrektor od 1 VIII 1920)[18][1][19]
- Jan Byra[20].

## Nauczyciele
- Jan Byra
- Zofia Byrowa
- Jan Karol Całczyński
- Andrzej Grasela
- Ludwik Kubala
- Celestyn Lachowski
- Edward Lewek

## Absolwenci i uczniowie
Absolwenci
- Kazimierz Ansion – prawnik (1906)
- Bronisław Blumski – oficer, kawaler Virtuti Militari (1914)
- Edward Choma – duchowny rzymskokatolicki (1888)
- Władysław Dębski – prawnik, polityk (1881)
- Stanisław Heller – oficer, kawaler Virtuti Militari (1913)
- Antoni Jastrzębski – oficer, kawaler Virtuti Militari (1934)
- Marian Kułakowski – oficer, kawaler Virtuti Militari (1913)
- Mieczysław Kułakowski – oficer (1918)
- Kazimierz Władysław Kumaniecki – prawnik, profesor, minister (1898)
- Aleksander Medyński – nauczyciel, historyk (1898)
- Seweryn Metellja – duchowny greckokatolicki (1883)
- Tadeusz Moszyński – prawnik, senator (1896)
- Kazimierz Oborski – sędzia (1894)
- Adam Paweł Popowicz – oficer, kawaler Virtuti Militari (1912)
- Józef Rożniecki – prawnik, oficer (1913)
- Stanisław Sobiński – nauczyciel, kurator szkolny (1890)
- Adam Winogrodzki – oficer, kawaler Virtuti Militari (1918)

Uczniowie
- Zygmunt Blumski – oficer, kawaler Virtuti Militari
- Kornel Czupryk (wówczas Tomasz Czupryk) – franciszkanin
- Longin Jurkiewicz – oficer
- Julian Kinasiewicz – lekarz, oficer
- Romuald Klimów – prawnik
- Kyryło Trylowski – ukraiński działacz społeczny i polityczny, adwokat, publicysta, wydawca.